# Джовани IV (Монферат)
Вижте пояснителната страница за други личности с името Джовани.
Джовани IV Палеолог (на италиански: Giovanni IV Paleologo, * 24 юни 1413, † 19 януари 1464) е маркграф на Монферат от 1445 г. до смъртта си.
Той е най-големият син на маркграф Джан Джакомо († 12 март 1445) и на Джована от Савоя († 1460) – дъщеря на „Червеният граф“ Амадей VII (†1391).
Преди да въстъпи на престола, по време на войната между Монферат и Савоя, Джовани попада в плен при Амадей VIII и остава там като заложник. Служи като кондотиер в Република Венеция по време на войната в Ломбардия (1425 – 1454).
Той наследява баща си през 1445 г. По време на управлението на Джовани от рода Палеолози загубва властта във Византия, унищожена през 1453 г. от османските турци.
Джовани IV се жени през декември 1458 г. в Казале за Маргарита Савойска (* април 1439 Пинероло, † 9 март 1483 Брюж), дъщеря на херцог Лудвиг Савойски (* 1 април 1437 Женева † 16 юли 1482 Замък Рипай до Тонон) и на Анна дьо Лузинян Кипърска (* 1419, † 1462). Тя му донася зестра от 100 000 скуди и градовете Трино, Морано сул По, Борго Сан Мартино и Момбаруцо. Двамата имат една дъщеря:
- Елена Маргарета (* 1459 † 1496), омъжва се 1480 г. за Виктор, херцог на Мюнстерберг († 1500).

Той има и две извънбрачни деца:
- Сара (* 1462 † 1503) и
- Сципионе (* 1463 † 1485).

Джовани IV умира на 19 януари 1464 г. в Казале и е погребан, както баща му, в църквата Сан Франческо. Той е наследен от брат му Вилхелм VIII. През 1466 г. вдовицата му Маргарита се омъжва за граф Петер II от Люксембург (* 1435 † 1482), граф на Сен-Пол.